# Weltneria exargilla
Weltneria exargilla is een rankpootkreeftensoort uit de familie van de Lithoglyptidae. De wetenschappelijke naam van de soort is voor het eerst geldig gepubliceerd in 1974 door Newman.